# Lábási-Marduk
Lábási-Marduk (uralkodott Kr. e. 556-ban) az Újbabiloni Birodalom utolsó előtti, alig három hónapig uralkodó királya volt. Anyai ágon II. Nabú-kudurri-uszur unokája volt, és apját, Nergal-sar-uszurt követte meglehetősen fiatalon a babiloni trónon. Uralkodásáról kevés forrás maradt fenn, utódjának, Nabú-naidnak propagandája pedig elég sötéten nyilatkozott róla: „Lábási-Marduk (…) akinek (semmi) esze sem volt, az istennek nem tetsző, a királyság trónját elfoglalta.” Ez valószínűleg valamiféle szellemi visszamaradottságra utal, bár pontosan nem tisztázható a kérdés. A trónon egy udvari tisztviselő követte, Nabú-naid, aki feltehetően összeesküvés eredményeképpen foglalhatta el a trónt.